# Christelijke theosofie

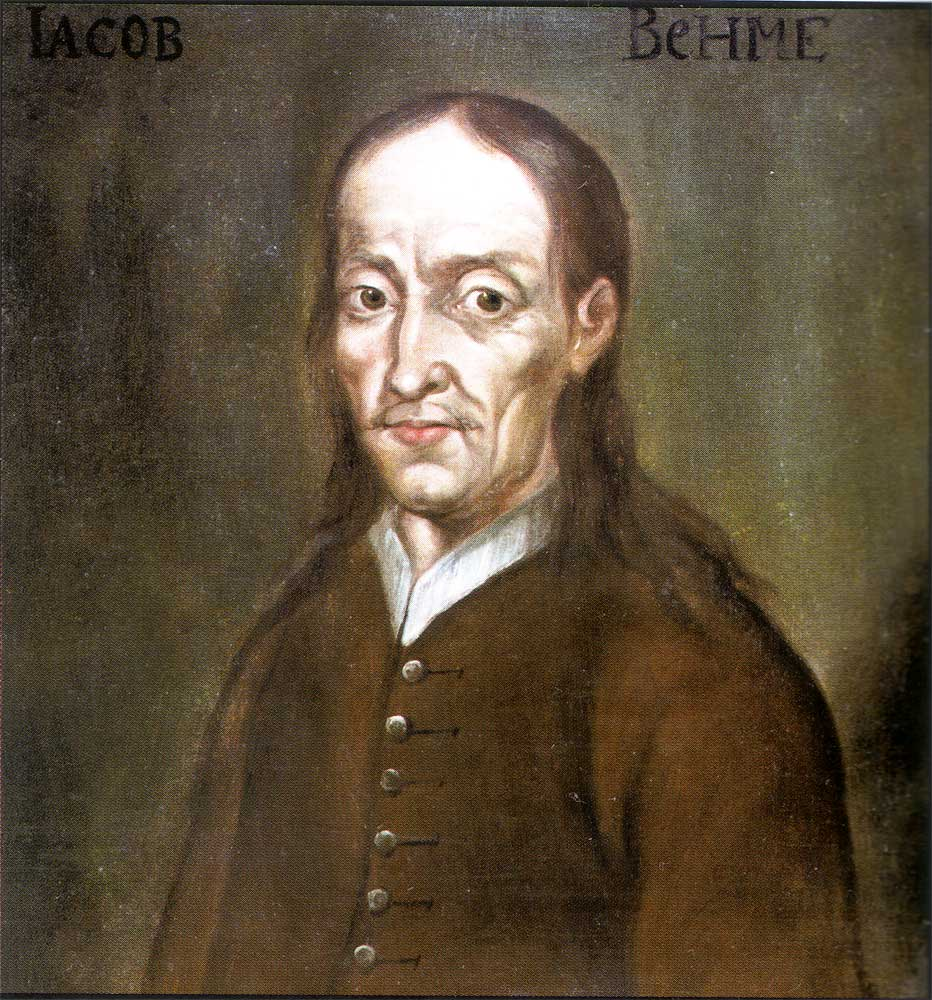
Jakob Böhme, postuum portret

Christelijke theosofie of kortweg theosofie (van het Griekse θεοσοφία, theosophía, "goddelijke wijsheid") was een mystieke beweging uit de 16e tot 18e eeuw. De grondlegger van deze beweging was de protestantse mysticus Jakob Böhme. 
Christelijke theosofie is een verzamelnaam voor mystiek-religieuze en speculatief-natuurlijk-filosofische benaderingen die de wereld pantheïstisch beschouwen als de ontwikkeling van God, alle kennis rechtstreeks met God in verband brengen en in deze verbinding met God of het goddelijke probeert rechtstreeks een pad van intuïtieve visie te ervaren.
Eind 19e eeuw kreeg de term "theosofie" nieuwe betekenis toen het gebruikt werd door de Theosophical Society voor een spirituele beweging.

## Aanhangers
De belangrijkste vertegenwoordigers van christelijke theosofie waren:
- Jakob Böhme
- Louis-Claude de Saint-Martin
- Johann Georg Gichtel
- Emanuel Swedenborg
- William Law
- Jane Leade

## Kernconcepten
De kernconcepten van de christelijke theosofie zijn veelzijdig en verweven, maar enkele belangrijke elementen zijn goed te herkennen. Christelijke vroomheid wordt gecombineerd met natuurfilosofie, waarin de invloed van Paracelsus zichtbaar is.
Belangrijk is het idee van de ‘twee boeken’, waarin zowel de Bijbel als de natuur worden gezien als openbaringen van God. Dit gedachtegoed weerspiegelt de overtuiging dat de schepping zelf inzicht biedt in het goddelijke, waarbij de mens door contemplatie en innerlijke verlichting toegang kan krijgen tot deze diepere kennis. 
Een ander centraal thema is de mythe van de val en re-integratie, zoals uitgewerkt door Jakob Böhme. De val van Adam symboliseert de scheiding tussen mens en God, terwijl de re-integratie de spirituele weg terug naar eenheid beschrijft. Dit proces wordt niet als een strikte theologische doctrine gepresenteerd, maar eerder als een visionair en symbolisch verhaal dat de spirituele zoektocht naar verlossing en heelheid verbeeldt. De christelijke theosofie is dan ook geen systematische theologie, maar een vorm van visionaire mythologie. Ze werkt met intuïtieve beelden en symboliek die ruimte laten voor persoonlijke interpretatie en ervaring, zonder gebonden te zijn aan kerkelijke dogma’s.